# Son Excellence Eugène Rougon
 (mars 2022).
Si vous disposez d'ouvrages ou d'articles de référence ou si vous connaissez des sites web de qualité traitant du thème abordé ici, merci de compléter l'article en donnant les références utiles à sa vérifiabilité et en les liant à la section « Notes et références ».
Son Excellence Eugène Rougon est un roman d’Émile Zola publié en 1876, sixième volume de la série Les Rougon-Macquart. Dans cet ouvrage, selon ses propres termes, Zola pénètre les « coulisses politiques » du Second Empire. Les personnages sont des proches du pouvoir : ministres, députés, hauts fonctionnaires. L'action se déroule de 1856 à 1861.

## Résumé
Eugène Rougon est le fils aîné de Pierre et Félicité Rougon. Dans les romans La Fortune des Rougon, La Curée et La Conquête de Plassans, son ascension politique a été décrite indirectement : depuis Paris, la capitale, il a permis à ses parents de s'emparer du devant de la scène politique à Plassans, sa ville natale (La Fortune des Rougon) et à son frère, Aristide Saccard, de s'enrichir par la spéculation immobilière à Paris (La Curée) ; par l'intermédiaire de l'abbé Faujas, il a fait en sorte que Plassans repasse politiquement du côté du pouvoir en place (La Conquête de Plassans).
Député des Deux-Sèvres sous la Deuxième République, il contribue au coup d’État du 2 décembre 1851 de Louis-Napoléon Bonaparte, puis entre au Sénat. Au début de Son Excellence Eugène Rougon, il est président du Conseil d’État.
L'action s’ouvre sur une séance à la chambre des députés. Chacun est venu comme au spectacle, les propos relèvent du commérage plutôt que du débat, la chambre est totalement soumise à l'Empereur surtout lorsqu'il s'agit de voter les crédits du baptême du prince impérial. Lorsque Eugène Rougon, tombé en défaveur, démissionne de la présidence du Conseil d'État, on assiste à tout le travail d'influence auquel se livre son entourage, sa « bande », pour le ramener au pouvoir. Chacun espère servir ainsi plus tard son intérêt propre.
La relation d'Eugène Rougon avec Clorinde Balbi, belle Italienne excentrique et aventurière, est ambiguë : il aurait pu l'épouser mais, par peur des femmes, il préfère la marier à Delestang, haut fonctionnaire plutôt falot. Elle le sert pourtant et travaille à son retour en grâce auprès de l'Empereur. Grande manipulatrice, allant jusqu'à se compromettre avec de Marsy, le rival politique de Rougon, c'est elle qui dirige la bande pour le ramener au pouvoir.
Informé en secret de la préparation de l’attentat d’Orsini du 14 janvier 1858 contre Napoléon III, Rougon ne révèle rien et laisse le drame se produire. Le climat d’insécurité lui profite : l’Empereur le rappelle et lui confie le ministère de l’Intérieur où il remplace de Marsy, avec ordre de faire régner la peur sur le pays. C’est l’apogée de sa carrière. Il gouverne d’une main de fer et place les membres de sa bande. Le temps est à traquer et faire déporter les républicains. Le cynisme et la cruauté atteignent leur sommet avec l’arrestation à Niort du notaire Martineau, pourtant mourant.
Sentant que l’excès de pouvoir nuit à Rougon et aussi parce que chacun a obtenu ce qu’il souhaitait, l’entourage du grand homme prend alors ses distances vis-à-vis de lui. Clorinde, devenue maîtresse de l’Empereur, provoque sa chute, se vengeant enfin de l’homme qui n’a pas voulu d’elle comme épouse.
Trois ans plus tard, en 1861, Rougon revient au gouvernement comme ministre sans portefeuille. L’acharné partisan d’un Empire autoritaire s’est transformé en défenseur de la politique libérale que promeut Napoléon III. Adaptant son opinion aux circonstances, il revient avec succès dans les sphères du pouvoir, s'attirant à la dernière ligne du roman ce commentaire admiratif de Clorinde : « Vous êtes tout de même d'une jolie force, vous ! ».

## Les thèmes principaux

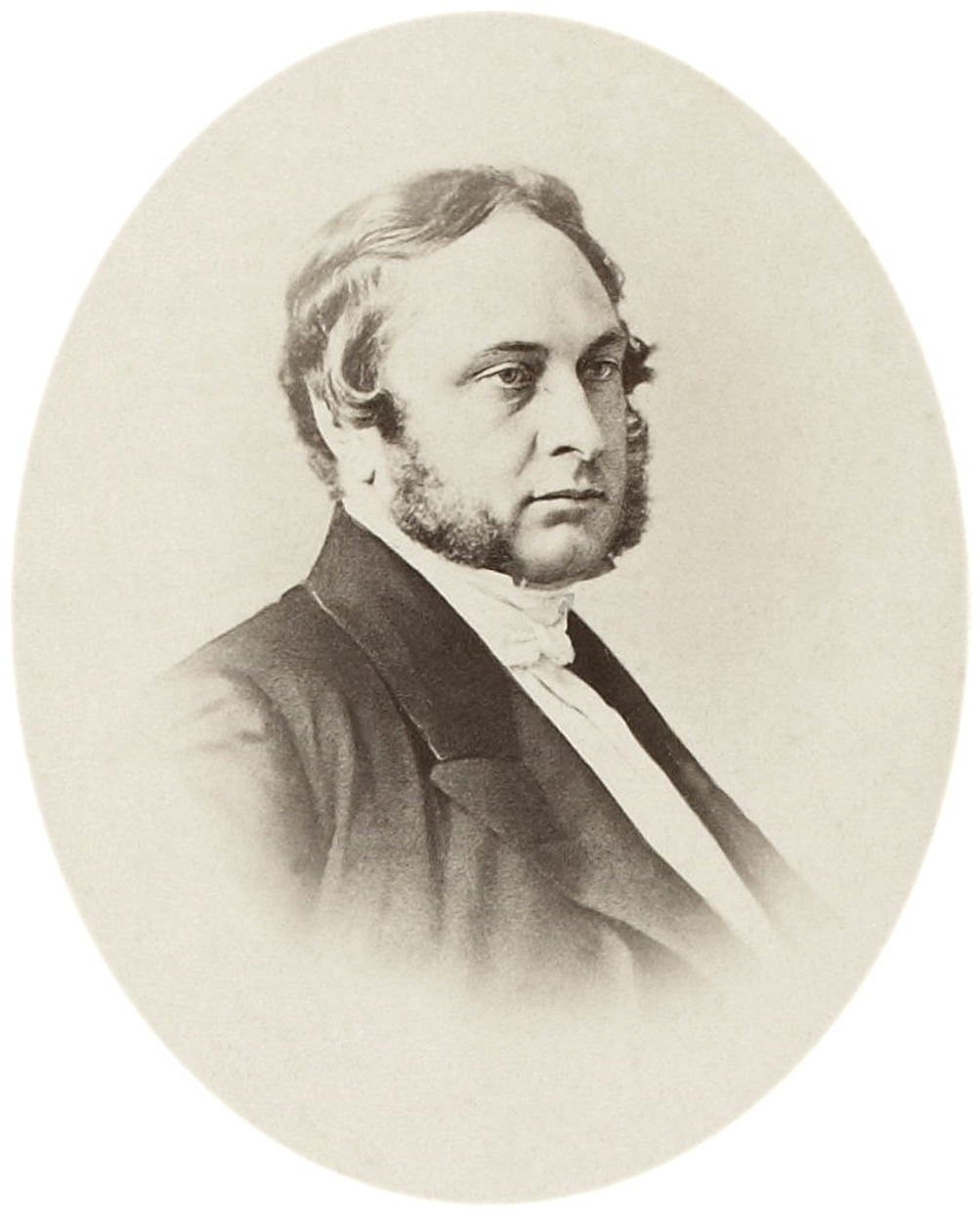
Eugène Rouher, modèle sur lequel est basée la personnalité d'Eugène Rougon.

Dans ce roman, Zola s’attache à décrire comment se mêlent le monde politique et celui des affaires dans la société du Second Empire : sphères d’influence, presse officielle aux ordres du pouvoir, clientélisme, avidité puis ingratitude de ceux à qui des faveurs ont été accordées. Zola peint également sans complaisance la servilité du Corps législatif envers l'Empereur.
Eugène Rougon est un homme dévoré par l’appétit du pouvoir, trait héréditaire chez les Rougon. Vivant simplement, il aime le pouvoir pour lui-même, comme une manifestation de sa propre force. Il ne recherche ni les honneurs ni la richesse, le pouvoir lui suffit. Il montre du mépris pour ceux qui le servent, mais veille aussi sur leurs intérêts, comme paternellement, pour mieux se les attacher. Il dispose en effet de la bande de ses partisans, illustrant comment un homme politique peut dépendre de son entourage. Ses gens travaillent pour lui quand il faut le faire accéder au pouvoir. Mais ils le rongent par leurs requêtes dès qu’il tient les rênes, chacun ne cherchant, au travers du pouvoir du grand homme, qu’à servir ses propres intérêts.
L’une des rares faiblesses d’Eugène Rougon réside dans sa peur des femmes et dans son comportement maladroit avec elles. D’où ses déboires avec la belle Clorinde Balbi : mélange de complicité, de lutte d’influence, de manipulation, de jalousie voire de haine, les relations qu’ils entretiennent constituent un des fils directeurs du roman.
Enfin, Zola décrit dans le détail les fastes de la cour impériale à Compiègne. Par son accumulation, le luxe s’oppose avec d’autant plus de violence à la misère décrite dans d’autres volumes des Rougon-Macquart. C’est avec cette précision que Zola veut dénoncer le cynisme et la cruauté de la société du Second Empire.